# KOI-4878.01

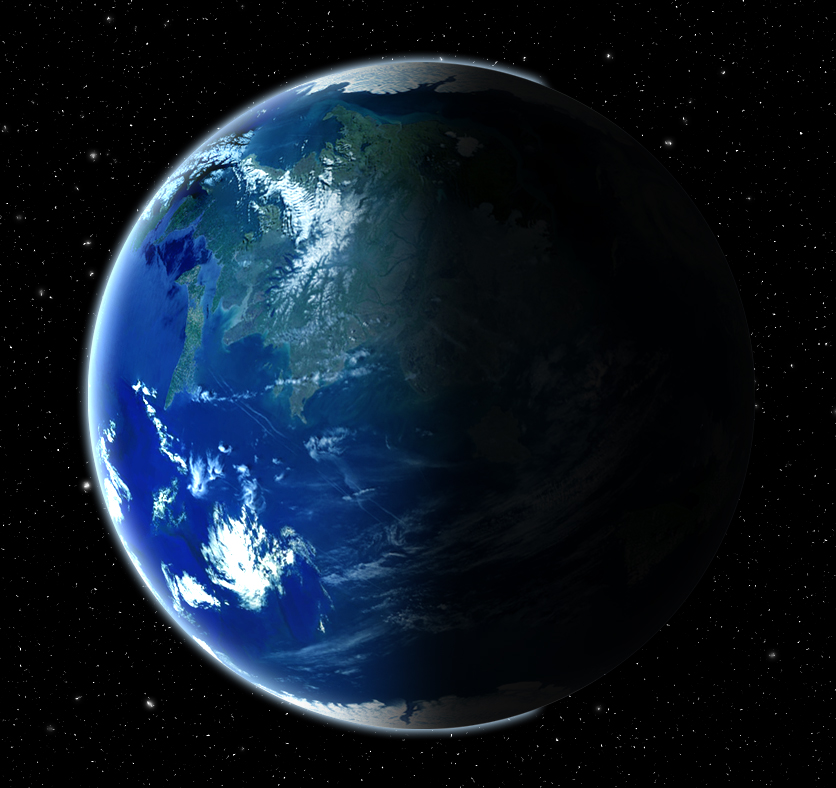
Impresión artística de KOI-4878.01.

KOI-4878.01 es un exoplaneta no confirmado que orbita alrededor de  KOI-4878, una estrella tipo G (enana amarilla) situada a aproximadamente 1135±7 años luz de acuerdo a la misión Gaia. La luminosidad de la estrella, superior a la del Sol, hace que su zona habitable se encuentre más alejada del astro principal que en el sistema solar. Por tanto, aunque el período orbital del planeta sea de 449,015±0,021 días terrestres, su órbita está en la zona de habitabilidad de la estrella. De ser confirmado, KOI-4878.01 podría ser el exoplaneta más parecido a la Tierra en términos de IST (0,98). Tiene un eje semimayor de 1,137 +0,053/-0.040 (UA) 
El telescopio espacial Kepler ha registrado cuatro tránsitos hasta la fecha.

## Características y habitabilidad
Según el archivo de la NASA, si su presencia fuera confirmada, KOI-4878.01 tendría un índice de similitud con la Tierra (IST) de 98 %, el mayor detectado hasta ahora. Sus características estimadas son típicas de un análogo a la Tierra, completando una órbita en torno a la estrella anfitriona (ligeramente menos masiva que el Sol, pero con un volumen aproximadamente un 5 % mayor, y una temperatura de alrededor de 6031 K) cada 449 días, por lo que es probable que se encuentre en la zona habitable de la estrella. Su masa calculada sería 0,99 veces mayor que la de la Tierra, con un radio algo de (1,05) y una temperatura media de TICIANO -16,5 °C (17,85 °C considerando una atmósfera semejante a la de la Tierra, cuya media es de 14 °C). Su estrella anfitriona, KOI-4878, está ubicada a 1075,2 años luz. Tiene una temperatura efectiva que es 0,92 de la Tierra.
La metalicidad de KOI-4878 no es muy baja, lo que puede suponer una presencia significativa de elementos pesados en el sistema. Con una densidad propia de un planeta telúrico, debe tener una composición semejante a la de sus homólogos del sistema solar. Otro punto a favor de la habitabilidad del KOI-4878.01 es su período orbital, que supera ampliamente el límite de anclaje por marea.
El hidrógeno y el oxígeno son muy comunes en el universo, y es probable que esté presente en la mayoría de los planetas, por lo menos en los estados iniciales de su formación. Este hecho, junto con la temperatura media, masa y tamaño de KOI-4878.01, hacen muy probable la presencia de agua sobre su superficie. Es posible que su menor densidad en relación con la Tierra se deba a un exceso de agua en su corteza y que se trate de un planeta oceánico.
Considerando sus características, si la existencia de KOI-4878.01 fuera confirmada, la probabilidad de que haya algún tipo de forma de vida sobre su superficie es elevada.
El último tránsito dado se dio el 18 de junio de 2020.

## Detección de exoplanetas
Un análisis de los datos de Kepler desde el primero al decimosegundo trimestre reveló tres posibles eventos de tránsito igualmente espaciados en el tiempo. Un postanálisis en el trimestre dieciséis mostró que los eventos ocurrieron con un período de 449 días, tuvieron una duración de 12 horas y media y una profundidad de tránsito de 94 ppm.